# Miguel Villalba Hervás
Miguel Villalba Hervás (La Orotava (Santa Cruz de Tenerife), 12 de diciembre de 1837 - Madrid, 1899) fue un político, abogado, periodista, historiador y masón canario y una de las figuras más destacadas del republicanismo tinerfeño.

## Biografía
Ejerció como bibliotecario de la Sociedad de La Esperanza en La Orotava durante su juventud, y dirigió varios periódicos en Santa Cruz de Tenerife. Se trasladará a Madrid, donde sustituye a Nicolás Salmerón al frente del diario La Justicia. Se integra en la Junta Revolucionaria en septiembre de 1868, razón por la cual sufrirá una deportación a Gran Canaria. En 1871 es elegido miembro de la Diputación Provincial, y durante la Primera República Española ocupará el cargo de gobernador civil en Canarias en 1872. A pesar de su republicanismo acogió, no sin cierto recelo, la Restauración, pero con el paso del tiempo mostraría una crítica a la corrupción y otros aspectos de dicho sistema.
Fue elegido diputado por Tenerife en los años 1881 y 1886, bajo los gobiernos de Sagasta.
A partir de 1891 deja la política más activa y se centra en el ejercicio de la abogacía y el periodismo. Comenzó a escribir en esta época una obra sobre la Historia de España entre el reinado de Isabel II y la guerra de Cuba y Filipinas.
Desempeñó un papel fundamental en el desarrollo de la Masonería canaria en el último tercio del siglo XIX, llegando a ser grado 33 del Rito Escocés Antiguo y Aceptado y Venerable Maestro de la logia Teide, la más importante de Tenerife en la época.

## Obra
- Recuerdos de cinco lustros
- Una década sangrienta
- Ruiz de Padrón y su tiempo
- De Alcolea a Sagunto (incompleta)